# Biobutanol
Als Biobutanol (C4H10O) werden Butanole bezeichnet, die aus Biomasse, wie z. B. Zucker, Stärke, Stroh oder Holz, gewonnen werden. Werden cellulosereiche Rohstoffe wie Stroh oder Holz verwendet, spricht man auch von Cellulose-Butanol.
Von besonderer Bedeutung sind dabei n-Butanol und Isobutanol (i-Butanol) als Biokraftstoffe. Sie können als Beimischungen für den Ottokraftstoff zum Betrieb von Benzinmotoren genutzt werden. n-Butanol kann auch zu Diesel beigemischt werden und sogar als Reinstoff benutzt werden.
Es sind verschiedene Verfahren zur biotechnologischen Produktion von n-Butanol und Isobutanol bekannt, allerdings ist die Produktion noch nicht wirtschaftlich genug für einen Durchbruch.

## Herstellung

### n-Butanol
Biobasiertes n-Butanol kann durch Fermentation von pflanzlicher, meist zuvor aufbereiteter Biomasse produziert werden. Ausgangsstoffe sind dabei Kohlenhydrate, wie z. B. Saccharose oder Stärke. Am bekanntesten ist hierbei die Aceton-Butanol-Ethanol-Gärung, bei der das Bakterium Clostridium acetobutylicum eingesetzt wird.  Derzeit befinden sich jedoch auch eine Reihe von anderen Mikroorganismen (z. B. gentechnisch modifizierte Hefen, Escherichia coli,…) in der Entwicklung, die n-Butanol einfacher und kostengünstiger produzieren können.
Der Unterschied zur Ethanolproduktion liegt primär in der Fermentation, während die Destillation sehr ähnlich verläuft. Existierende Bioethanol-Anlagen können relativ einfach auf die Produktion von n-Butanol umgerüstet werden.

### Isobutanol
Auch Isobutanol ist ein Nebenprodukt, z. B. im Stoffwechsel von Hefen, und wird dort in geringer Menge beim Abbau der Aminosäure Valin gebildet. Der Einbau dieses Stoffwechselweges in diverse andere Mikroorganismen um höhere Effizienz zu erzielen wurde erfolgreich erprobt. Im Labormaßstab konnte Isobutanol außerdem durch CO2, welches elektrochemisch in Formiat umgewandelt wurde, in genetisch veränderten Bakterien hergestellt werden.
Ebenso wie Bakterien können Hefen zur Biobutanol-Produktion eingesetzt werden.

## Potential als Kraftstoff

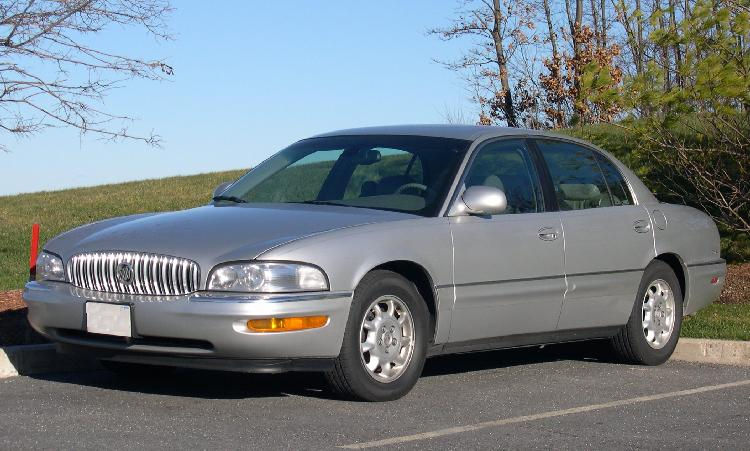
Buick Park Avenue – dieses Modell ist 2005 ohne Änderungen am Motor mit 100 % n-Butanol gefahren

Da Biobutanol aus nachwachsenden Rohstoffen hergestellt wird, ergeben sich ähnliche Vor- und Nachteile, wie bei allen anderen Biokraftstoffen. n-Butanol ist als Zusatz sowohl für Benzinmotoren als auch für Dieselmotoren denkbar. Für die Mischung mit Diesel wird angenommen, dass so Ruß- und Stickoxidemissionen reduziert werden können. Allerdings liegt die Cetanzahl unter der von Diesel und Biodiesel, wodurch die Selbstzündung erschwert ist.
Im Jahr 2005 konnte gezeigt werden, dass n-Butanol auch als alleiniger Kraftstoff funktionieren kann, indem ein alter Buick mit reinem n-Butanol betrieben wurde. Im Vergleich zum Benzinbetrieb hätte ein mit n-Butanol betriebenes Auto allerdings einen höheren Verbrauch und weniger Leistung.
Isobutanol kann außerdem auch zur Herstellung von Flugzeugkraftstoffen (Alcohol-to-Jet) benutzt werden. 2014 testete die United States Army erfolgreich den Einsatz eines Hubschraubers mit einem Treibstoffgemisch aus 50 % petrochemischem Kraftstoff und 50 % aus biobasiertem Isobutanol hergestelltem Kraftstoff.
Bei der Frage, ob n-Butanol oder Isobutanol  aussichtsreicher als Zukunftstreibstoff ist, ist die Meinung geteilt. In jedem Fall besitzen beide Isomere gegenüber Bioethanol einige wesentliche Vorteile:
- Die Butanole sind weniger flüchtig als Ethanol. Dadurch ist die Gefahr des Ausgasens verringert, was einen Sicherheitsvorteil darstellt.[1][12]
- Die Energiedichte der Butanole ist höher als bei Ethanol. Somit ist der Kraftstoffverbrauch geringer und die Reichweite höher.[1][12]
- Die Butanole besitzen eine höhere Viskosität als Ethanol. Dadurch wird Abriebsproblemen im Motorraum vorgebeugt.[1][12]
- Es gibt bei den Butanolen weniger Zündprobleme beim Kaltstart als bei Ethanol, da die Verdampfungsenthalpie kleiner ist.[1][12]
- Die Butanole können in höherem Verhältnis mit Benzin gemischt werden, ohne dass der Motor angepasst werden muss.[1][12]
- Butanole können – anders als Ethanol – in bestehenden Pipelines transportiert werden.[5]

Ein Nachteil gegenüber Ethanolzusatz im Benzinmotor ist, dass die Oktanzahl der Butanole – insbesondere bei n-Butanol – geringer ist.